# Expedición 12
La Expedición 12 fue la duodécima estancia de larga duración en la Estación Espacial Internacional.

## Tripulación
| Posición             | Astronauta                                      |                                                 |
| -------------------- | ----------------------------------------------- | ----------------------------------------------- |
| Comandante           | William S. McArthur, NASA Cuarto vuelo espacial | William S. McArthur, NASA Cuarto vuelo espacial |
| Ingeniero de vuelo 1 | Valery I. Tokarev, RSA Segundo vuelo espacial   | Valery I. Tokarev, RSA Segundo vuelo espacial   |

## Parámetros de la misión
- Perigeo: ~384 km
- Apogeo: ~396 km
- Inclinación: ~51.6°
- Período: ~92 min

- Acoplamiento: Soyuz TMA-7 - 3 de octubre de 2005, 01:27 EDT
- Desacoplamiento: Soyuz TMA-7 - ?
- Tiempo acoplamiento: ? días